# Efter floden
Efter floden är en postapokalyptisk science fictionroman från 1982 av P.C. Jersild. Boken är genomgående skriven i presens.
Boken är en av titlarna i boken Tusen svenska klassiker (2009).

## Handling
Boken tar plats i en framtida version av vad som en gång i tiden kallades Sverige och utspelar sig ungefär 30 år efter att ett globalt atomkrig till synes har utplånat hela den mänskliga civilisationen, inte bara i Sverige utan i alla länder och på alla kontinenter. Handlingen är förlagd till Stockholms skärgård där sand har smälts till glas, växtligheten är nästan obefintlig och de djurarter som överlevt lever i ständig ekologisk obalans. Mänskligheten håller också på att förtvina, till stora delar beroende på ren förtvivlan inför den värld den en gång tog för given och som på grund av kriget gick förlorad. Många personer i romanen fruktar också fortplantningen på grund av de eventuella mutationer och missbildningar som skulle kunna orsakas av den efter kriget ständigt närvarande radioaktiviteten. På grund av detta föds inga nya barn och alla levande individer i romanens början är gamla män som allesammans upplevde och överlevde Kriget, men som samtidigt absolut ej heller vill tala om det på grund av det extrema trauma som det innebar för dem att förlora hela sin värld och sin samtid.
Av anledningar som inte nämns (men som till synes tycks vara vanligt förekommande: våldtäkt och efterföljande kannibalism), har kvinnor blivit extremt sällsynta. Bokens huvudfiguren Edvin "Fittmun" (så kallad på grund av sin harmynthet), försörjer sig därför som älskare åt sjökaptener på mindre båtar. Han blir tidigt i boken övergiven (till synes på grund av vidskeplighet hos sina skeppskamrater) och lämnad åt sitt öde på en icke namngiven ö (dock troligtvis Gotland, där Jersild själv tillbringade stora delar av sin uppväxt). Resten av boken handlar huvudsakligen om Edvins kamp för överlevnad på denna sparsamt befolkade ö, där mat och färskvatten är en stor bristvara.
Öns enda invånare är ett gäng åldrande straffångar som plundrar och skövlar allt de kommer över, samt en handfull bedagade religiösa kvinnor och några enstaka eremiter. Den så kallade ekonomin är reducerad till byteshandel och röveri och den enda sjukvård som står till buds tillhandahålls av en före detta baseboll-spelare, kallad Petsamo, som drar nytta av sin färdighet som pricksäker kastare för att freda sig undan diverse angripare. Denne blir, i sinom tid, Edvins motvillige rådgivare. En strimma av hopp anländer i berättelsen när en ung finska anländer till ön och blir gravid tillsammans med Edvin, men det hela slutar likväl i elände då Gotland i romanens slutskede slutar sina dagar som totalt avfolkat och sterilt på grund av diverse muterade sjukdomar och ekologisk obalans som utplånat allt levande. Faktum är att intet liv över huvud taget i romanens slutskede finns kvar på ön; inte ens i form av insekter eller enkel växtlighet.

### Fotnoter
1. 1 2  Gradvall et al 2009, nr. 599